# Calcinaksita
La calcinaksita és un mineral de la classe dels silicats que pertany al grup de la litidionita. Va ser anomenada en al·lusió a la seva composició química i per analogia amb la manaksita i la fenaksita.

## Característiques
La calcinaksita és un silicat de fórmula química KNaCa(Si₄O₁₀)(H₂O). Cristal·litza en el sistema triclínic.

## Jaciments
La calcinaksita va ser descoberta al volcà Bellerberg, a Ettringen (Eifel, Renània-Palatinat, Alemanya). Es tracta de l'únic indret on ha estat trobada aquesta espècie mineral.